# Кокручей
Кокручей — ручей в России, протекает по территории Сумпосадского сельского поселения Беломорского района Республики Карелии. Длина ручья — 11 км.
Ручей берёт начало из болота без Большой Мох и далее течёт преимущественно в северном направлении по заболоченной местности.
Ручей в общей сложности имеет восемь малых притоков суммарной длиной 13 км.
Устье реки находится на Поморском берегу Онежской губы Белого моря.
Населённые пункты на ручье отсутствуют.
Код объекта в государственном водном реестре — 02020001412202000007478.